# Vincent du Vigneaud
Vincent du Vigneaud (Chicago, 18 mei 1901 – White Plains, New York, 11 december 1978) was een Amerikaanse biochemicus die in 1955 de Nobelprijs voor Scheikunde kreeg voor zijn onderzoek op het gebied van zwavelverbindingen en de eerste synthese van een polypeptidehormoon, namelijk oxytocine.

## Biografie
Vincent du Vigneaud werd geboren in Chicago als zoon van Alfred J. du Vigneaud en diens echtgenote Mary Theresa (O'Leary). Hij studeerde in 1918 af aan de Universiteit van Illinois te Urbana-Champaign. In 1926 werd hij aangesteld als wetenschappelijk medewerker aan de Universiteit van Rochester. In 1927 promoveerde hij en in 1932 werd hij als hoogleraar in de biochemie aangesteld aan de Universiteit van Washington te St. Louis. Vanaf 1938 was hij hoofd van de afdeling biochemie van de Cornell-universiteit van het Medical College. In 1967 ging hij met emeritaat.
Du Vigneaud huwde in 1924 Zelle Zon Ford, ze kregen een zoon, Vicent jr. (geboren 1933) en een dochter, Marilyn Renée Brown (geboren 1935). Hij overleed op 77-jarige leeftijd in White Plains.

## Werk
Aan het begin van zijn onderzoeksperiode hield Vigneaud zich bezig met het onderzoek naar insuline en met name met de daarin aanwezige zwavel. Vanaf 1937 hield hij zich voornamelijk bezig met biotine dat hij als vitamine H identificeerde en waarvan hij de gehele structuur ophelderde. In 1942 deed hij als eerste de synthese van biotine. Ook onderzocht hij de zwavelhoudende aminozuren L-cysteïne en L-methionine waarvan hij de uitwisselbaarheid in het metabolisme aantoonde. Het bleek dat L-methionine uit L-cysteïne gesynthetiseerd kon worden en omgekeerd.
In de jaren 1950 concentreerde Vincent du Vigneaud zich op de hormonen van de hypofyse. In 1953 isoleerde hij oxytocine, een hormoon dat weeën in de baarmoeder opwekt bij de geboorte en de melkklieren aanzet tot het produceren van melk. Verder onderzocht hij de aminozuurvolgorde en kon hij de ringstructuur van het peptidemolecuul geheel kunstmatig synthetiseren. Ook van een tweede hormoon van de hypofyse, vasopressine, wist hij de structuur vast te stellen en te isoleren.
1901: Van 't Hoff ·
1902: E. Fischer ·
1903: Arrhenius ·
1904: Ramsay ·
1905: Baeyer ·
1906: Moissan ·
1907: Buchner ·
1908: Rutherford ·
1909: Ostwald ·
1910: Wallach ·
1911: Curie ·
1912: Grignard, Sabatier ·
1913: Werner ·
1914: Richards ·
1915: Willstätter ·
1918: Haber ·
1920: Nernst ·
1921: Soddy ·
1922: Aston ·
1923: Pregl ·
1925: Zsigmondy ·
1926: Svedberg ·
1927: Wieland ·
1928: Windaus ·
1929: Harden, Euler-Chelpin ·
1930: H. Fischer · 
1931: Bosch, Bergius ·
1932: Langmuir ·
1934: Urey ·
1935: F. Joliot-Curie, I. Joliot-Curie ·
1936: Debye ·
1937: Haworth, Karrer ·
1938: Kuhn ·
1939: Butenandt, Ružička ·
1943: Hevesy · 
1944: Hahn ·
1945: Virtanen ·
1946: Sumner, Northrop, Stanley ·
1947: Robinson · 
1948: Tiselius · 
1949: Giauque ·
1950: Diels, Alder ·
1951: McMillan, Seaborg ·
1952: Martin, Synge ·
1953: Staudinger ·
1954: Pauling ·
1955: Vigneaud ·
1956: Hinshelwood, Semjonov ·
1957: Todd ·
1958: Sanger ·
1959: Heyrovský ·
1960: Libby ·
1961: Calvin ·
1962: Perutz, Kendrew ·
1963: Ziegler, Natta ·
1964: Hodgkin ·
1965: Woodward ·
1966: Mulliken ·
1967: Eigen, Norrish, Porter ·
1968: Onsager ·
1969: Barton, Hassel ·
1970: Leloir ·
1971: Herzberg ·
1972: Anfinsen, Moore, Stein · 
1973: E.O. Fischer, Wilkinson · 
1974: Flory ·
1975: Cornforth, Prelog ·
1976: Lipscomb ·
1977: Prigogine · 
1978: Mitchell ·
1979: Brown, Wittig ·
1980: Berg, Gilbert, Sanger ·
1981: Fukui, Hoffmann ·
1982: Klug ·
1983: Taube ·
1984: Merrifield ·
1985: Hauptman, Karle ·
1986: Herschbach, Lee, Polanyi ·
1987: Cram, Lehn, Pedersen ·
1988: Deisenhofer, Huber, Michel ·
1989: Altman, Cech ·
1990: Corey ·
1991: Ernst ·
1992: Marcus ·
1993: Mullis, Smith ·
1994: Olah ·
1995: Crutzen, Molina, Rowland ·
1996: Curl, Kroto, Smalley ·
1997: Boyer, Walker, Skou ·
1998: Kohn, Pople ·
1999: Zewail ·
2000: Heeger, MacDiarmid, Shirakawa ·
2001: Knowles, Noyori, Sharpless ·
2002: Fenn, Tanaka, Wüthrich ·
2003: Agre, MacKinnon ·
2004: Ciechanover, Hershko, Rose ·
2005: Grubbs, Schrock, Chauvin ·
2006: Kornberg ·
2007: Ertl ·
2008: Shimomura, Chalfie, Tsien ·
2009: Steitz, Yonath, Ramakrishnan ·
2010: Heck, Negishi, Suzuki ·
2011: Shechtman ·
2012: Kobilka, Lefkowitz ·
2013: Karplus, Levitt, Warshel ·
2014: Betzig, Hell, Moerner ·
2015: Lindahl, Modrich, Sancar ·
2016: Sauvage, Stoddart, Feringa ·
2017: Dubochet, Frank, Henderson · 
2018: Arnold, Winter, Smith ·   
2019: Goodenough, Whittingham, Yoshino ·
2020: Charpentier, Doudna ·
2021: List, MacMillan ·
2022: Bertozzi, Meldal, Sharpless ·
2023: Bawendi, Brus, Jekimov ·
2024: Baker, Hassabis, Jumper